# Црква Светог пророка Илије и Светог Лазара у селу Грбавче
Црква Светог пророка Илије и Светог Лазара у селу Грбавче, на територији општине Сврљиг припада Епархији нишкој Српске православне цркве. Храм је подигла мештанка села Грбавче баба Јованка уз помоћ мештана 1922. године, а обновљен је 1994. године и освештили су га свештеници Новица Митровић и парох Ћира, на црквишту Светог Лазара из ранијег периода.

## Црквиште Светог Лазара
Црквиште Светог Лазара са остацима црвке налази се на ивици узвишења изнад махале Лазаревац. Остаци су делом обновљени, када је у апсиди постављен крст – запис. Тада је апсидални део у потпуности изидан каменом и препокривен конструкцијом од плетенице и блата. Северни зид цркве такође је издигнут до висине од једног метра и над њим је постављена настрешница наслоњена на два дрвена стуба. У цркви се распознају остаци припрате, наоса и апсидалног дела. 
Kамен у остацима првобитне цркве очуван је са малтером. Тешко је ишта утврдити о времену настанка објекта, пошто су извршене бројне преправке. Остатке треба археолошки испитати.